# Praše
Praše is een plaats in Slovenië en maakt deel uit van de gemeente Kranj in de NUTS-3-regio Gorenjska. De plaats telde 205 inwoners op 1 januari 2020.

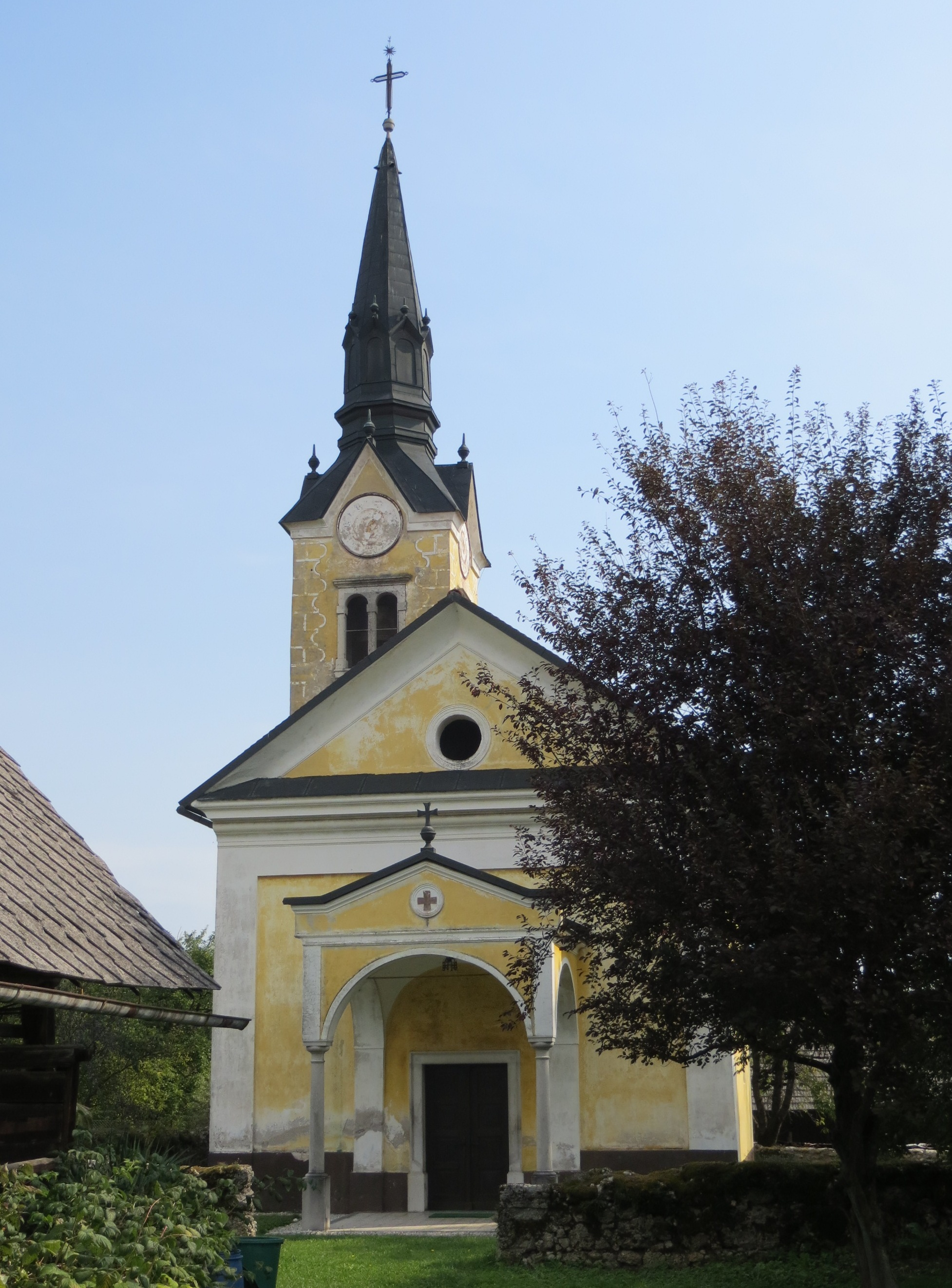
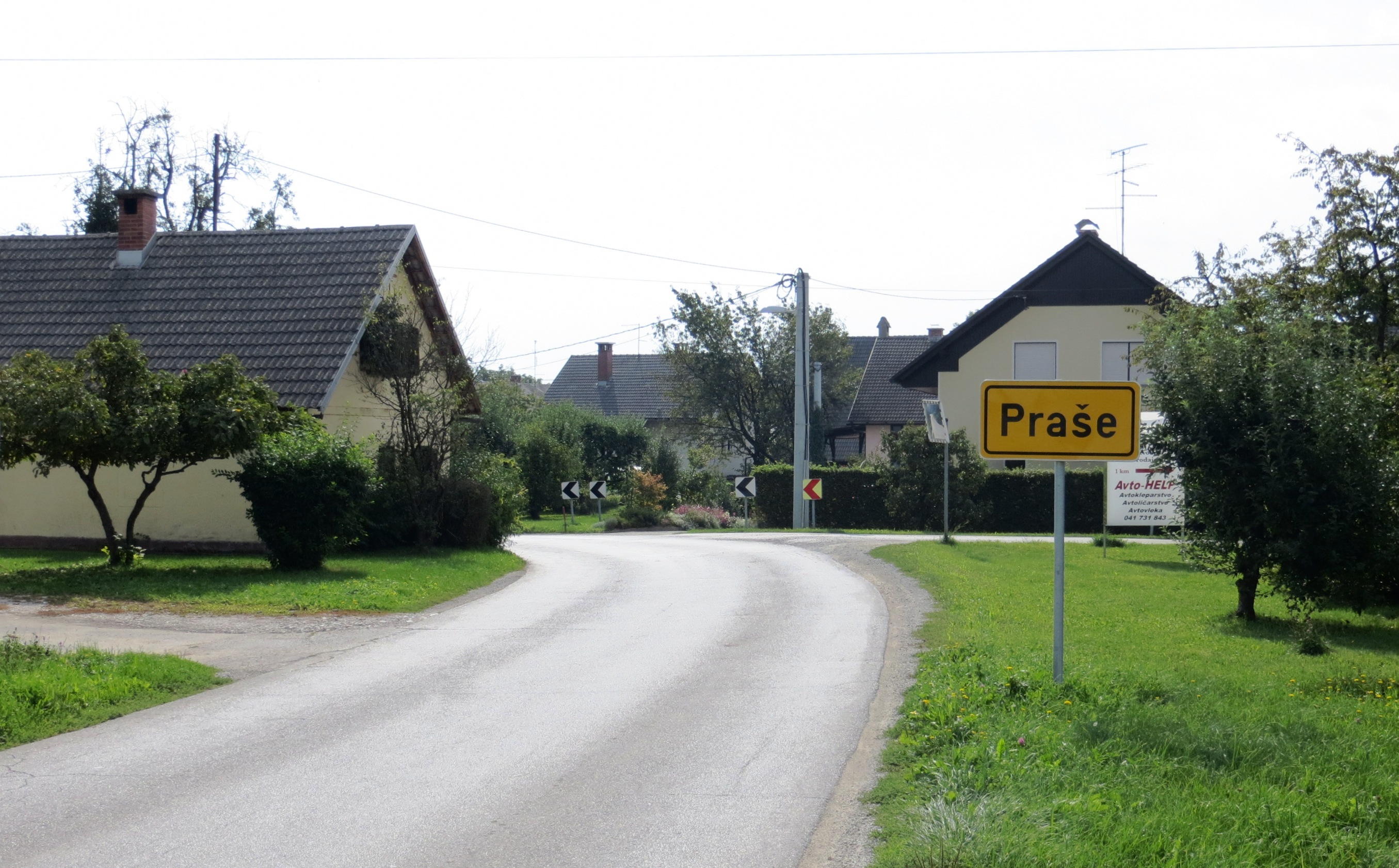